# Sosthène Weis
Sosthène Weis (Niedermertzig, 29 de gener de 1872 – Ciutat de Luxemburg, 1 de gener de 1941) fou un prolífic artista luxemburguès, que va pintar més de 5.000 aquarel·les, la majoria de la Ciutat de Luxemburg i els seus voltants. També va treballar com a arquitecte i va dissenyar alguns dels edificis més destacats del Gran Ducat.

## Primers anys
Nascut a Niedermertzig prop d'Ettelbruck el 29 de gener de 1872, era el fill de François Weis, blanquer d'ofici. Després d'acabar l'escola secundària a l'Ateneu de la Ciutat de Luxemburg, on Michel Engels el va introduir en el disseny gràfic, va estudiar enginyeria civil a la Politècnica d'Aquisgrà a partir de 1891 i després a la Universitat Tècnica de Múnic.

## L'arquitecte
Un cop va acabar els estudis, primer va treballar durant alguns anys pel reconegut arquitecte de Múnic Hans Grassel. Després de tornar a Luxemburg, el 1902 es va casar amb Marie Pütz amb qui tindria tres fills. El mateix any, el govern li va encarregar dur a terme un estudi en relació amb la Maison de Santé a Ettelbruck. El 1904, va dissenyar el convent benedictí de Peppange. El 1905, va succeir al Prosper Biwer com a arquitecte del govern i el 1917, es va convertir en l'arquitecte en cap de l'Arbed empresa siderúrgica. Allà, al costat de René Théry de Brussel·les, va supervisar la construcció de la nova seu de l'empresa a la ciutat de Luxemburg, així com els habitatges per als empleats i treballadors. Entre les obres més importants es troben la construcció oficina de correus de Luxemburg, el Lycée technique des Arts et Métiers de Limpertsberg, l'ampliació de les instal·lacions de spa a Mondorf-les-Bains i, per descomptat, la Verwaltungssitz Arbed.

## El pintor
Mentre Weis va ser un arquitecte d'èxit, ara es recorda sobretot per les seves pintures. Ja de nen, va decorar les seves cartes amb dissenys florals. Quan ell era a l'estranger, va seguir cursos d'art i pintura d'aquarel·la, especialment amb William Turner. Es va convertir en un apassionat de la pintura d'aquarel·la, i sempre portava les pintures i els pinzells allà on anava. A la ciutat de Luxemburg, solia anar a les valls de Pétrusse o de l'Alzette, o cap a fora als suburbis per trobar escenes interessants per pintar. Sovint tornava a pintar el mateix lloc quan la llum havia canviat, de vegades anys després. Les seves pintures són, per tant, de gran valor documental. Mentre que la majoria dels seus quadres són de la ciutat de Luxemburg i els seus voltants, també es va aventurar per tot el país i va pintar escenes de la Mosel·la, els pobles miners del sud i les muntanyes al nord. També va pintar escenes dels països veïns Luxemburg, així com durant els seus viatges a Turquia, Tunísia, Grècia i Iugoslàvia.
Les seves pintures primerenques, fins a 1900, mostren la influència dels seus interessos arquitectònics, així els edificis es representen amb una precisió exacta, però sense força. A partir de llavors, el posseeix l'estil romàntic postimpressionista i comença a emergir, especialment en la seva obra de 1915 a 1945. Els seus colors càlids predominen amb una abundància de violetes, blaus i orcres. Weis va dominar l'art de capturar el moment, va reproduir poèticament la llum boirosa de la matinada, la calor del migdia o la reunió de la boira a les valls al vespre. A poc a poc la realitat va donar pas a un estat menys precís, les imatges més suggestius es concentren en l'essencial. Ell ompliria ràpidament les grans línies de les seves escenes, interpretant més i més lliurement fins que finalment els seus quadres revelen un món de somnis i fantasia.

## Galeria d'imatges

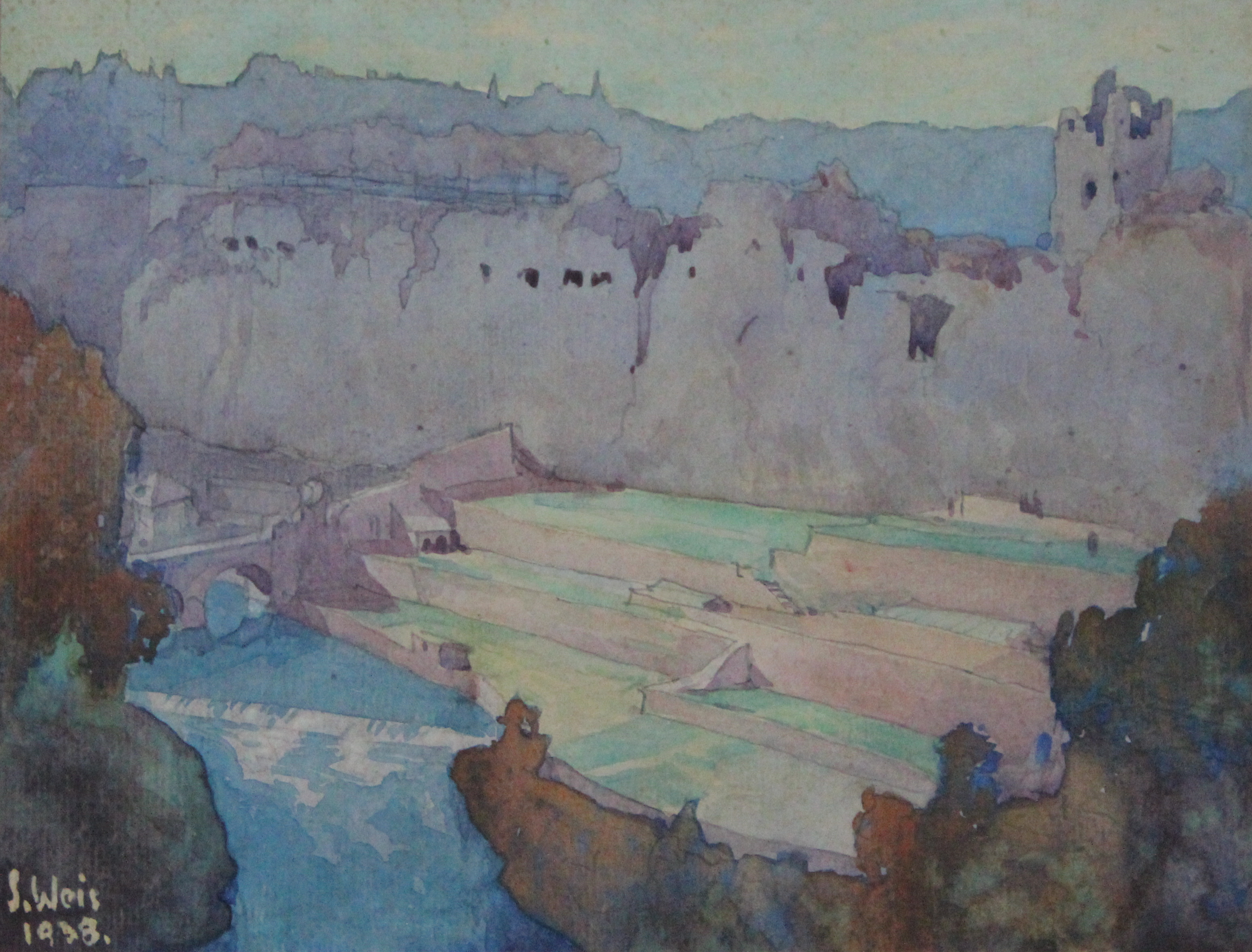
Vue sur le Bockfiels, aquarel·la, 1938.
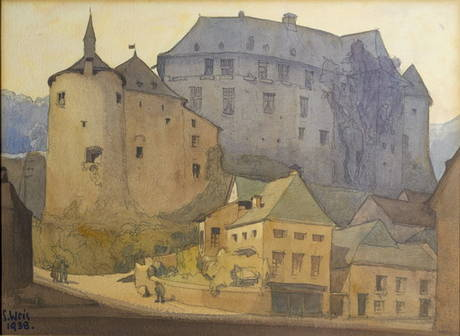
Le château de Clervaux, 1938.
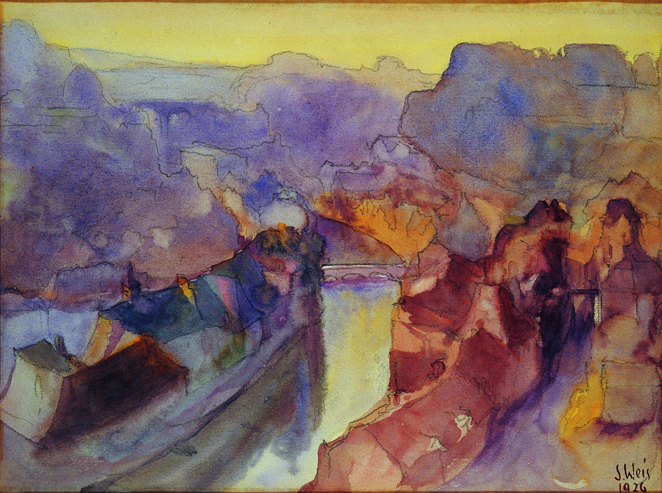
Le Grund à Luxembourg, 1926.
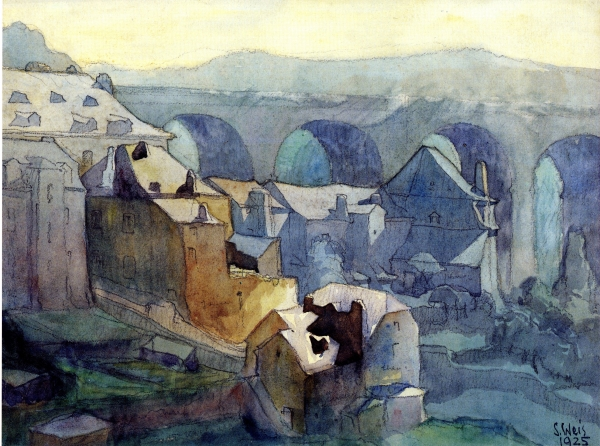
Vue vers les maisons de la rue Vauban et le viaduc, 1925.
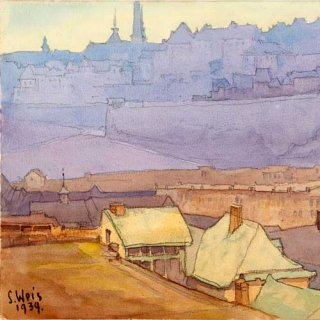
Le faubourg du Grund, à Luxembourg, 1939.
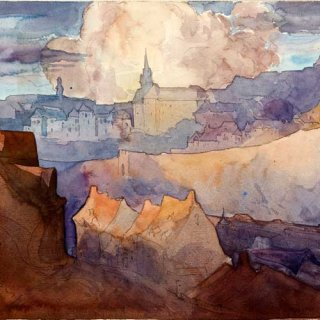
Le Grund et la corniche, 1926.
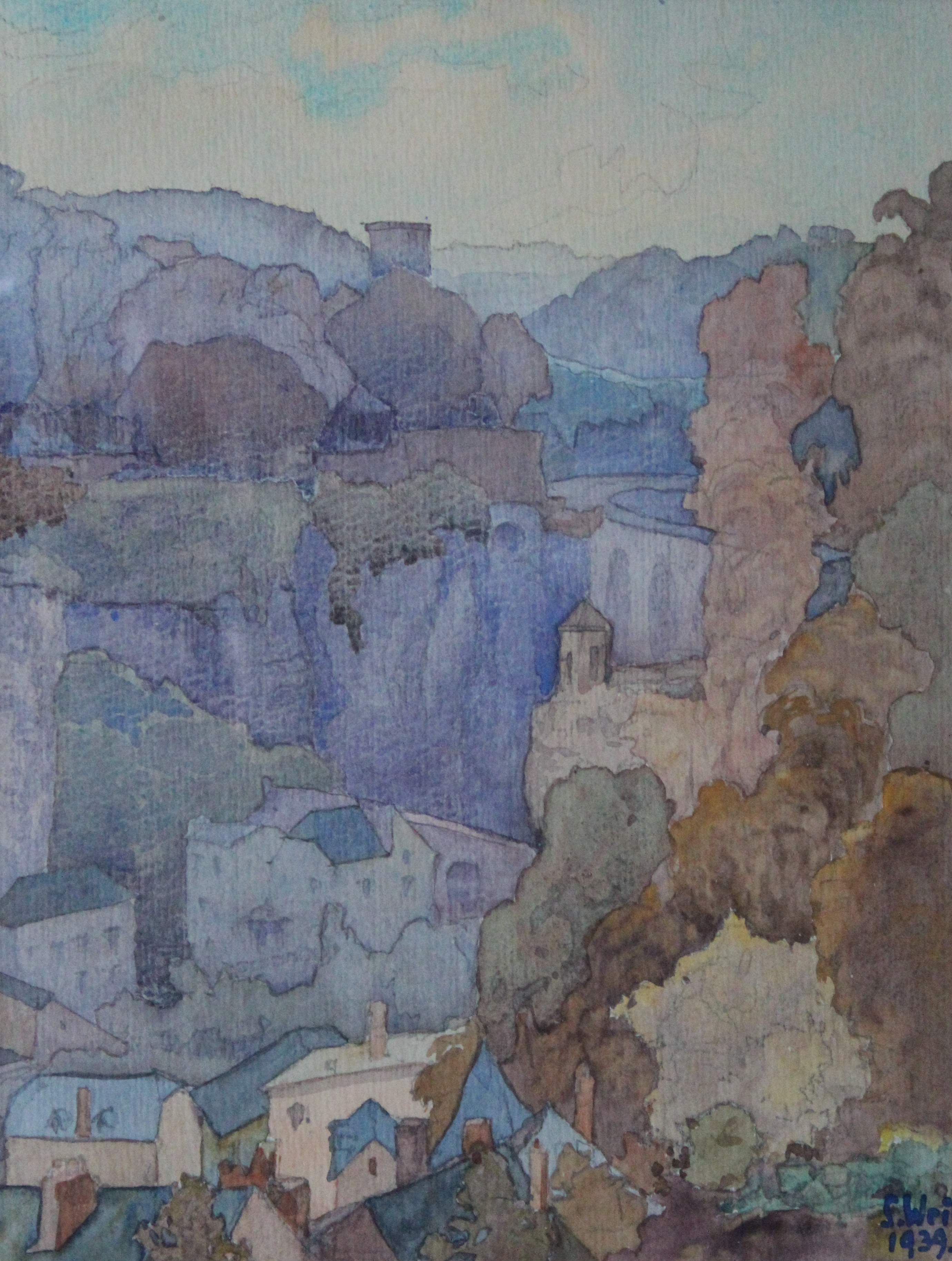
Vue sur Luxembourg, 1939.